# 원주 일산동 오층석탑
일산동 오층석탑(一山洞 五層石塔)은 대한민국 강원특별자치도 원주시, 원주역사박물관에 있는 오층석탑이다. 1971년 12월 16일 강원특별자치도의 유형문화재 제5호로 지정되었다.

## 개요
원래 원주시 중앙동의 폐사지에 있던 것을 1962년 5월에 강원감영터로 이전하였다가 2000년 봉산동 시립박물관 야외로 이전 전시하고 있다.
탑의 형태는 1층 기단(基壇)위에 5층의 탑신(塔身)을 올린 모습이다. 전체가 큼직한 돌로 이루어진 기단은 네 모서리와 각 면의 가운데에 기둥모양의 조각을 두었으며, 탑신의 각 몸돌에도 모서리마다 기둥을 본떠 새겼다. 위로 오를수록 서서히 줄어드는 비율이 단아하며, 형태도 정돈되어 있다. 지붕돌은 얇은 편이고 밑면의 받침이 3단씩인데, 안타깝게도 파손된 부분이 많다.
양식으로 보아 고려시대에 세운 탑으로 추측된다.

## 갤러리
- 원주 일산동 석불좌상과 함께
- 일산동 오층석탑 원경
- 일산동 오층석탑 전경

## 참고 자료
- 일산동오층석탑 - 국가유산청 국가유산포털